# Gonioctena oculata
Gonioctena oculata là một loài bọ cánh cứng trong họ Chrysomelidae. Loài này được Wang & Ge in Wang Shu-yong, miêu tả khoa học năm 2002.